# غول الثمام (بكيل المير)

تعديل مصدري - تعديل

غول الثمام هي إحدى قرى عزلة صبران بمديرية بكيل المير التابعة لمحافظة حجة، بلغ تعداد سكانها 23 نسمة حسب تعداد اليمن لعام 2004.